# 加布里埃莱·罗塞蒂
加布里埃莱·罗塞蒂（義大利語：Gabriele Rossetti，1995年3月7日—），意大利男子射击运动员。他曾代表意大利参加2016年和2020年夏季奥林匹克运动会射击比赛，其中2016年奥运会获得一枚金牌。